# 桜井伊兵衛 (4代)
4代 桜井 伊兵衛（さくらい いへえ、1854年（安政元年3月） - 1896年（明治29年）10月7日）は、明治時代の大地主、政治家、実業家。貴族院多額納税者議員。幼名は勝太郎。雅号・富香。

## 経歴
3代桜井伊兵衛、なお子の長男としてのちの群馬県西群馬郡高崎本町（高崎町を経て現高崎市）に生まれる。絹太織問屋松屋を経営。1881年（明治14年）高崎町会議員に当選。1885年（明治18年）長野堰連合町村会議員を経て、1887年（明治20年）2月、西群馬、片岡両郡の所得税調査委員となった。日本鉄道創立の際にはその発起人に名を連ね、ほか多数の会社重役を歴任した。
1890年（明治23年）6月10日、群馬県多額納税者として貴族院議員に互選され、同年9月29日から務めたが、在任中に死去した。

## 親族
- 長男：5代桜井伊兵衛（貴族院多額納税者議員）[3][4]